# Zatoka Królowej Charlotty (Kanada)
Zatoka Królowej Charlotty (ang. Queen Charlotte Sound, fr. Bassin de la Reine-Charlotte) – zatoka Oceanu Spokojnego w Kolumbii Brytyjskiej w Kanadzie. Znajduje się pomiędzy wyspą Vancouver na południu, a Wyspami Królowej Charlotty (Haida Gwaii) na północy. W południowej części, zatoka przechodzi w Cieśninę Królowej Charlotty. Od północy łączy się z Hecate Strait.
Zatoka stanowi część Inside Passage - drogi wodnej, łączącej stan Waszyngton z Alaską.
Zatoka została nazwana na cześć Zofii Charlotty z Meklemburgii-Strelitz, żony króla Jerzego III. Nazwę nadał w 1786 roku James Strange, oficer Brytyjskiej Kompanii Wschodnioindyjskiej i handlarz. Początkowo odnosiła się ona do Cieśniny Królowej Charlotty.

## Granice
Północną granicę zatoki wyznacza linia pomiędzy najbardziej wysuniętym na południe punktem Price Island a Cape St. James na wyspie Kunghit. Zachodnia granica rozpoczyna się do Cape St. James i przechodzi przez Triangle Island do Cape Scott na wyspie Vancouver. Od południa zatokę ogranicza linia od Cape Scott wzdłuż północnego brzegu Vancouver do Cape Sutil i dalej do Cape Caution w kontynentalnej Kolumbii Brytyjskiej.